# 독일학
독일학 또는 독어독문학(獨逸學, 獨語獨文學 독일어: Germanistik, 영어: German studies, Germanistics, Germanics)은 독일어와 독일 문학을 연구하고, 기록하고, 전파하는 인문학이다. 언어와 문학 외에 독일의 문화, 역사, 정치까지도 포함한다.

## 독일학을 가르치는 독일 밖의 대학

### 대한민국
- 계명대학교
- 경북대학교
- 동덕여자대학교
- 제주대학교
- 고려대학교 세종캠퍼스

## 같이 보기
- 한국학
- 중국학
- 인도학
- 프랑스학
- 이집트학
- 지역학